# Zarter Haarschlund
Zarter Haarschlund (Comastoma tenellum (Rottb.) Toyok., Syn.: Gentianella tenella (Rottb.) Börner), auch Zarter Enzian genannt, ist eine Pflanzenart aus der Gattung Haarschlünde (Comastoma) innerhalb der Familie der Enziangewächse (Gentianaceae).

## Beschreibung

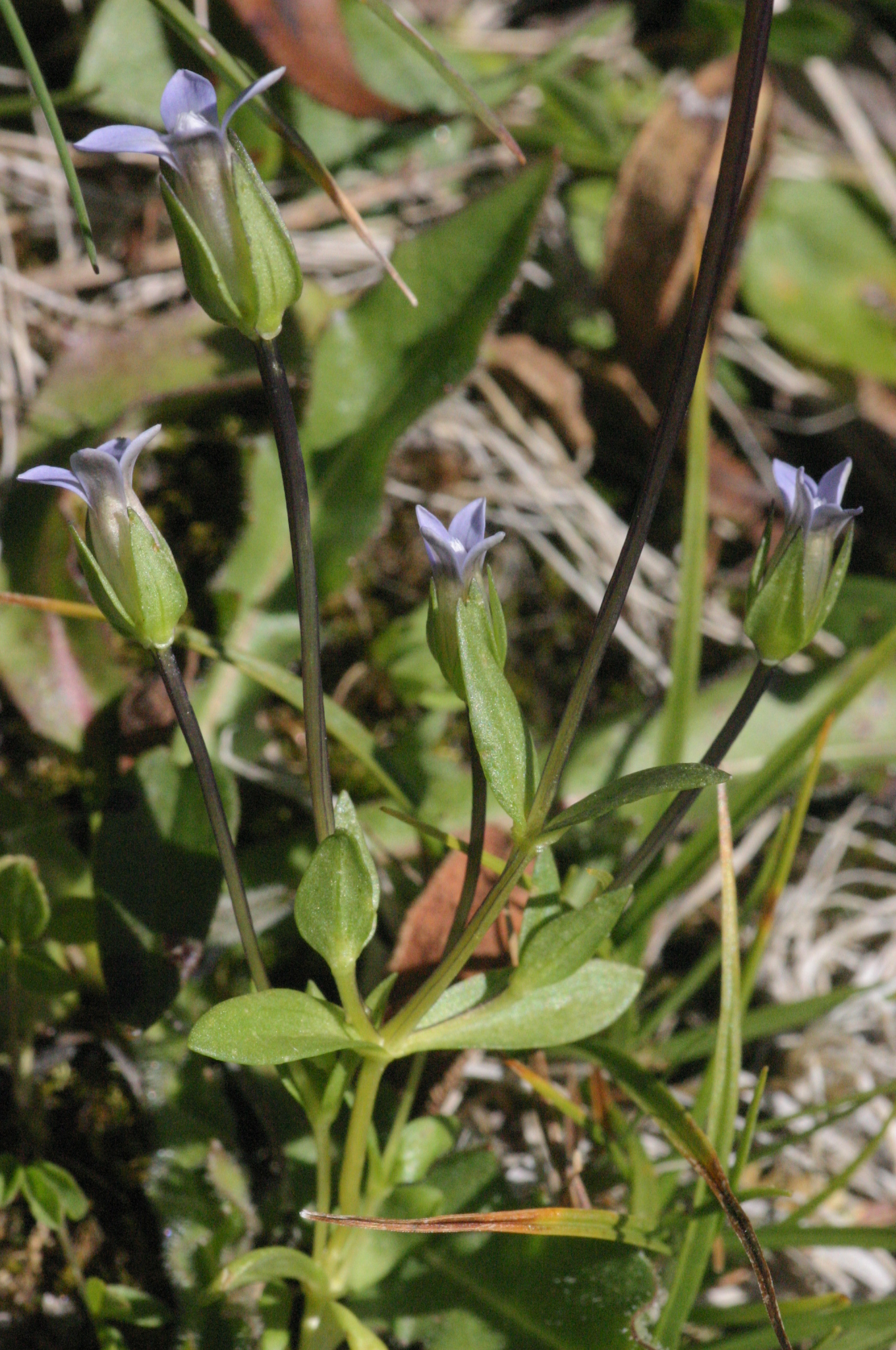
Habitus

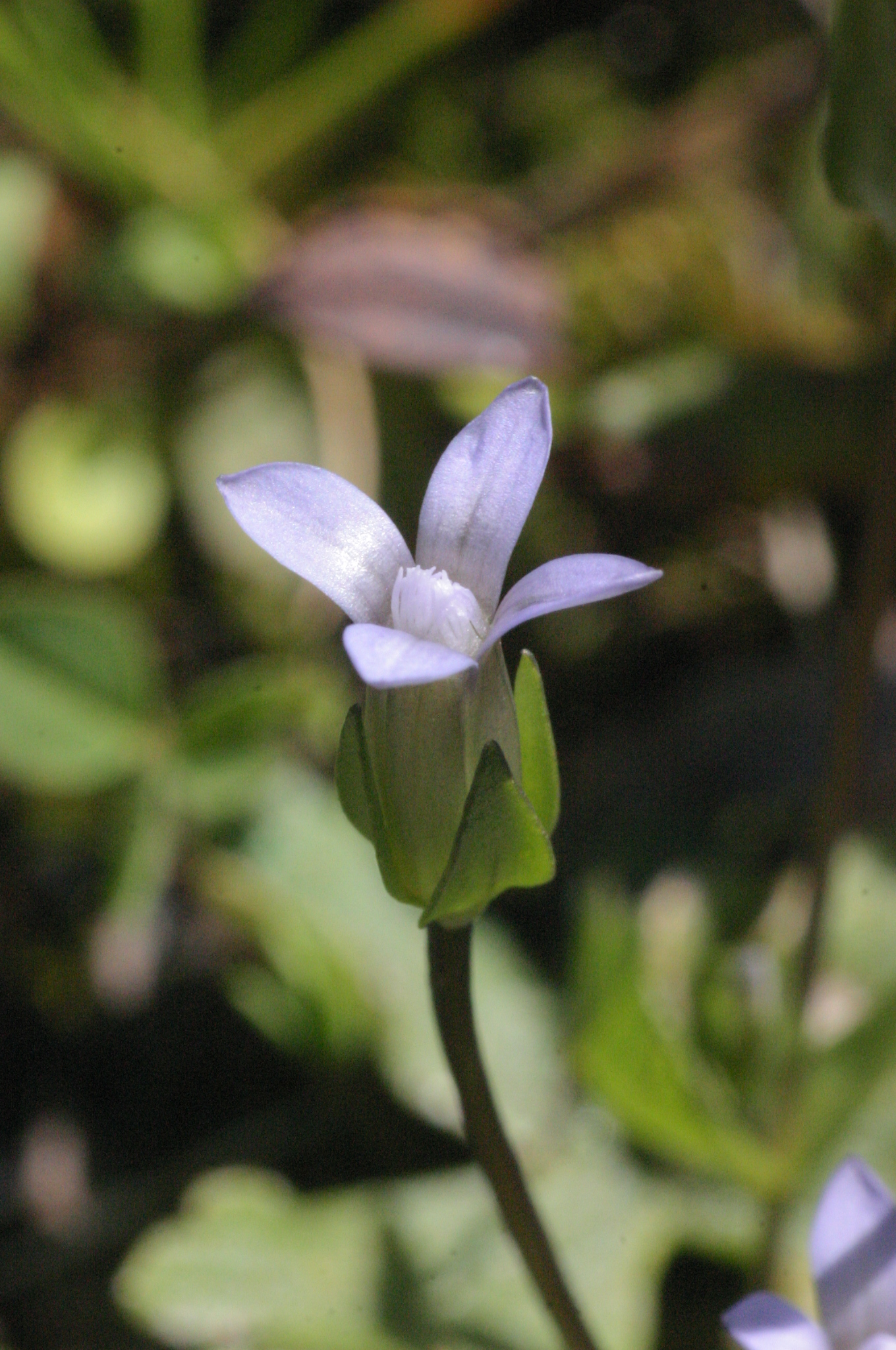
Blüte

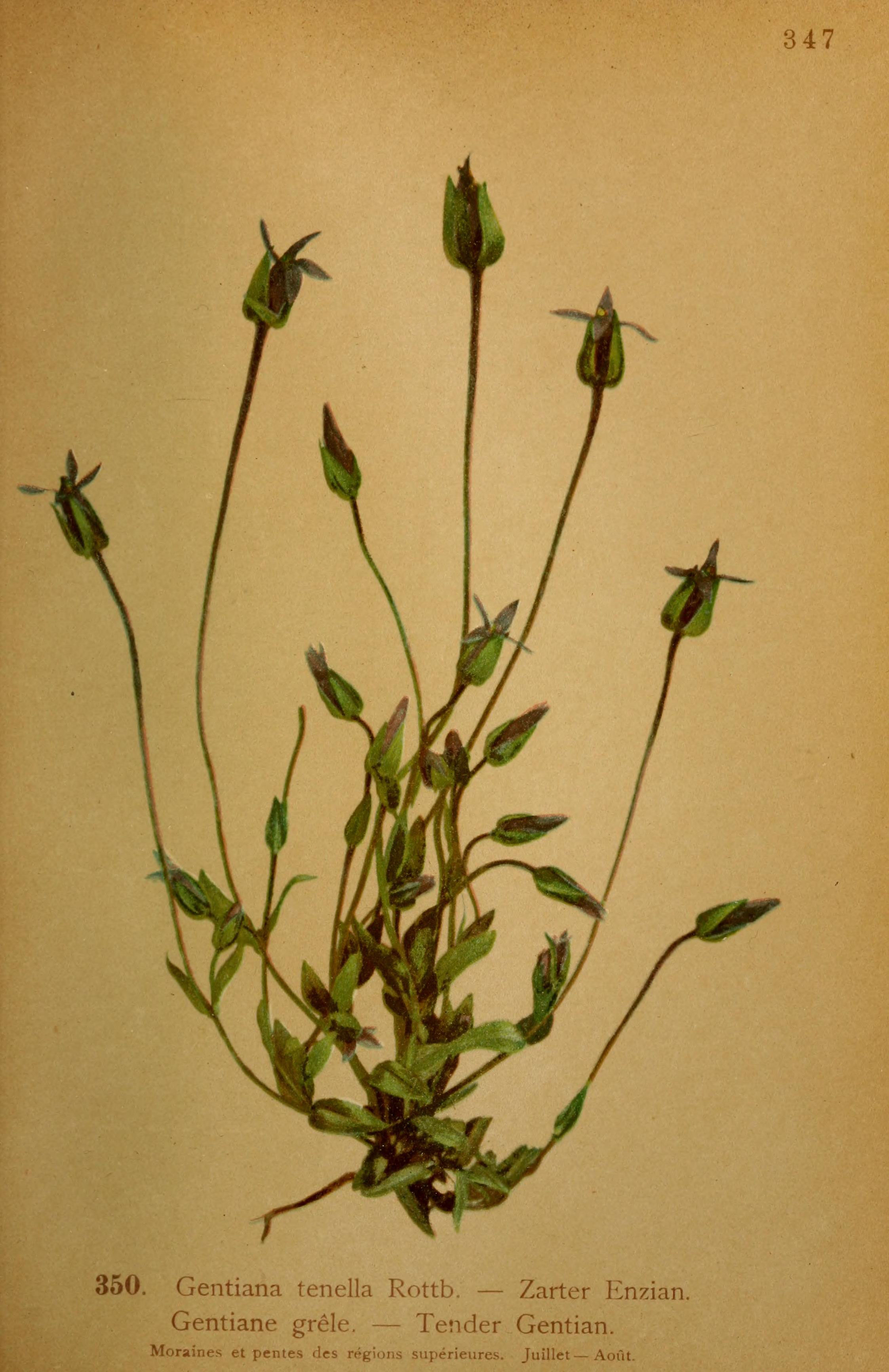
Illustration in Atlas de la flora alpine, Tafel 350

### Vegetative Merkmale
Der Zarte Haarschlund ist eine einjährige krautige Pflanze, die Wuchshöhen von 2 bis 15 Zentimetern erreicht. Der Stängel ist am Grund verzweigt, und aufrecht mit bogig aufsteigenden, meist einblütigen und fast blattlosen oder nur im unteren Teil beblätterten Ästen.
Die Laubblätter sind grundständig fast rosettig und gegenständig am Stängel angeordnet. Die Grundblätter sind spatelförmig und zur Blütezeit meist schon verwelkt. Die Stängelblätter sind länglich-elliptisch mit spitzem oberen Ende und zum Grund hin wenig verschmälert.

### Generative Merkmale
Die Blütezeit reicht von Juli bis September. Die Blüten sind einzeln und endständig.
Die zwittrige Blüte ist radiärsymmetrisch und normalerweise vierzählig mit doppelter Blütenhülle. Die vier Kelchblätter sind nur kurz glockförmig verwachsen. Die vier fast gleich langen abstehenden Kelchzipfel sind eiförmig mit stumpfem oberen Ende und einnervig. Die Kelchzipfel sind länger als die Kronzipfel. Die Blütenkrone ist röhrig-glockig, sie ist himmelblau, selten weiß oder gelblich. Der Saum der Blütenkrone endet in vier zur Anthese nur wenig auseinander neigenden Kronzipfeln, die lanzettlich mit zugespitztem Ende sind. Der Schlund ist bärtig mit relativ kleinen Schlundschuppen, die keine Leitbündel haben. Es ist nur ein Kreis mit vier Staubblättern vorhanden. An Grund der Staubblätter befinden sich je zwei Nektargruben zwischen den Staubblättern. Der Fruchtknoten ist bei einer Länge von etwa 7 Millimetern eiförmig-ellipsoid. Die Samenanlagen sind in zwei oder drei Längsreihen angeordnet. Ein Griffel fehlt; die Narbe ist sitzend.
Die haltbare Blütenkrone umhüllte die Kapselfrucht. Die Kapselfrucht ist elliptisch. Die braunen Samen sind bei einer Länge von etwa 0,7 Millimetern und einem Durchmesser von etwa 0,5 Millimetern länglich, linsenförmig.
Die Chromosomenzahl beträgt x = 5; es liegt Diploidie mit einer Chromosomenzahl von 2n = 10 vor.

## Ökologie
Es findet meist Selbstbestäubung statt. An Zoocecidien wurde Eriophyes kerneri beobachtet.

## Vorkommen
Der Zarte Haarschlund ist von Marokko über Süd-, Mittel-, Nord- bis Osteuropa von bis Xinjiang sowie zur Mongolei und von Grönland bis Nordamerika verbreitet.
Er gedeiht in Mitteleuropa in alpinen Steinrasen in wind- und schneegefegten Gratlagen auf frischen, basenreichen, meist entkalkten, modrig-humosen, steinigen Ton- und Lehmböden. Er ist eine Charakterart des Elynetum aus dem Verband der Nacktriedgesellschaften. In den Alpen kommt er ab einer Höhenlage von 1715 Metern vor und erreicht die größte Höhenlage mit 3100 Meter am Rothorn bei Findeln im Kanton Wallis.
Die ökologischen Zeigerwerte nach Landolt et al. 2010 sind in der Schweiz: Feuchtezahl F = 3w (mäßig feucht aber mäßig wechselnd), Lichtzahl L = 4 (hell), Reaktionszahl R = 3 (schwach sauer bis neutral), Temperaturzahl T = 1 (alpin und nival), Nährstoffzahl N = 4 (nährstoffreich), Kontinentalitätszahl K = 3 (subozeanisch bis subkontinental).

## Taxonomie
Die Erstveröffentlichung erfolgte 1770 unter dem Namen Gentiana tenella durch Christen Friis Rottbøll in Skr. Kiøbenhavnske Selsk. Laerd. Elsk., Volume 10, S. 436. Diese Art wurde 1961 durch Hideo Toyokuni in The Botanical Magazine (Tokyo), Volume 74, S. 198 als Comastoma tenellum (Rottb.) Toyok. in die Gattung Comastoma gestellt. Synonyme von Comastoma tenellum sind Cicendia tenella (Rottb.) Raf., Gentiana dichotoma Pall., Gentiana glacialis Vill., Lomatogonium tenellum (Rottb.) Á.Löve & D.Löve. Den akzeptierten Namen Gentianella tenella (Rottb.) Börner hat diese Art 1912 durch Carl Julius Bernhard Börner in Fl. Deut. Volk, S. 542 erhalten.